# リオ・ハリアント
リオ・ハリアント（Rio Haryanto, 1993年1月22日 - ）は、中華系インドネシア人のレーシングドライバーである。
初のインドネシア人F1ドライバー。

## 経歴

### アジアン・シリーズ
カートで腕を磨いたのち、2008年から主にアジアで開催される「アジアン・フォーミュラ・ルノー・チャレンジ」、「フォーミュラ・アジア 2.0」、「フォーミュラ・BMW・パシフィック」に参戦。シングルシーターとしてのデビューを果たす。「フォーミュラ・アジア 2.0」では総合3位の好成績を収めた。
2009年は、オーストラリアン・ドライバーズ・チャンピオンシップや、昨年に引き続き「アジアン・フォーミュラ・ルノー・チャレンジ」など複数の選手権に参戦した。2年連続で出場した「フォーミュラ・BMW・パシフィック」では、第2戦セパンラウンドの第4レースから4連勝を決め波に乗ると、その後は1度も首位を譲らず2位と80ポイントの大差をつけて初タイトルを獲得した。シーズン終了後に「フォーミュラ・BMW・ヨーロッパ」へゲストドライバーとして参戦し、2レース出走した。

### GP3シリーズ
ハリアントは2010年より、F1のサポートレースであるGP3シリーズへの参戦を開始。マノー・レーシング・チーム（Manor Racing）から出走した。チームメイトはジェームズ・ジェイクス、エイドリアン・タンベイ、エイドリアン・クアイフ＝ホッブスとなった。第2戦イスタンブールラウンドの第2レースで初優勝を達成する。その後も2レースで表彰台を獲得し、ルーキーイヤーながらも総合5位となる。翌年もチームに残留し、チームメイトは昨年に引き続きエイドリアン・クアイフ＝ホッブスと、新たにチームに加わったマティアス・ライネ。シーズンを通じ2度の優勝を飾る。優勝したレースは両方とも雨が降り頻る中開催されたレースで、ウェットレースでの勝負強さを証明した。

### Auto GP
2011年には、GP3に参戦する傍らDAMSチームよりAuto GPへの参戦をスタートする。チームメイトはセルゲイ・アファナシエフとエイドリアン・タンベイ。メインで出場しているGP3との開催が被った第5戦以外、全レースに出場した。優勝1回を含む3度の表彰台を獲得し、総合7位となった。チームとしては、アファナシエフとタンベイ合わせての4度の優勝、欠場した第5戦の代役を務めたケビン・コルユスの第1レースと第2レース連続入賞を含めてコンスタントにポイントを積み重ね、この年のタイトルを獲得した。

### GP2シリーズ
ハリアントのGP2シリーズ初参戦は、2011年のヤス・マリーナ・サーキットで開催されたノン・チャンピオンシップ戦であるGP2ファイナルだった。2012年からは、カーリン（Carlin Motorsport）より本戦への参戦を発表。チームメイトは後にマルシャF1チームからF1デビューを果たしたマックス・チルトン。同カテゴリでは前身となる国際F3000で2000年と2001年シーズンに出場したアナンダ・ミコラ以来11年ぶりとなるインドネシア人ドライバーとなった。開幕戦セパンラウンドの第2レースでファステストラップを記録し、第10戦スパ・フランコルシャンラウンドの第1レースではポールポジションも達成している。最高位は第6戦バレンシアラウンド第1レースで記録した5位。総合14位でルーキーイヤーを終える。
2013年は、バルワ・アダックス・チーム（Barwa Addax Team）へ移籍する。チームメイトは、アメリカ人ドライバーのジェイク・ローゼンツウェイク。第5戦シルバーストンラウンドの第2レースにおいて2位でフィニッシュし、自身初の表彰台を獲得した。チームとしてもシーズン最初の表彰台となった。しかし全体を通じ入賞もわずか4回までと苦戦し総合順位も19位と昨年より下回った。
2014年シーズンからは、EQ8・ケータハム・レーシング（EQ8 Caterham Racing）への移籍を発表。チームメイトは後にマノー・マルシャF1チームからF1参戦を果たすアレクサンダー・ロッシ。第3戦モンテカルロラウンドの第2レースにて3位に入り、自身2度目の表彰台を獲得する。総合順位は昨年を少し上回る15位となる。
フル参戦を開始してから3年目となる2015年シーズンは、新たにカンポス・レーシングへ移籍する。開幕戦バーレーンラウンドの第1レースでいきなり2位に入ると、続く第2レースでは自身初のGP2初優勝を果たし最高のスタートダッシュを決めた。シーズンを通じて優勝3回、2位が2回と上位争いに絡む走りを見せ138ポイント獲得し総合4位の好成績でシーズンを終える。

### F1
F1初ドライブは、2010年のシーズン終了後にヤス・マリーナ・サーキット行われた合同テストにおいて、ヴァージン・レーシングからテスト走行に参加した。「ヴァージン・レーシング」は当時ハリアントが在籍していたGP3チーム「マノー・モータースポーツ」が創設に係ったチームであった。11月16日にテスト走行が行われ、コースに出たもののギアボックストラブルが発生しラップタイムは参加した全13人中最下位であった。
2012年も再びテストに参加し、当時GP2シリーズのチームメイトであったマックス・チルトンと共にマルシャF1チームからシルバーストン・サーキットで開催されるヤングドライバー・テストに参加した。テストは2日間に亘って行われ、合計で300Kmを走破した。これによりスーパーライセンスの資格条件を満たしたためインドネシア人初となるスーパーライセンス所持者となった。

#### マノー在籍期 (2016年)
2016年2月18日、マノー・レーシングのレギュラードライバーとして迎えられたことを発表した。これにより初のインドネシア人レギュラーF1ドライバーが誕生した。カーナンバーは88を選択している。チームメイトは、同じくF1初参戦となるパスカル・ウェーレイン。ハリアントはインドネシア政府の援助を受けてシートを確保していたが、徐々に参戦資金が不足状態になり深刻な問題となった。そしてサマーブレイク中である8月10日、契約上の理由によりレースドライバーの座を明け渡した。同時にチームは、残りのシーズンをリザーブドライバーとして残留する形のオファーを提示したことを発表する。ハリアント本人はこの契約に応じ、引き続きチームに残留が決まった。しかし、そのチームも資金難のため2016年シーズン後に消滅したため、リザーブドライバーの立場も失った。

### F1後
その後の音沙汰は無かったが、2018年に上海で行われたSIC888エンデュランスにアウディR8 LMS GT4をドライブしたのち、翌年からはGTワールドチャレンジ・アジアにフェラーリ488 GT3でフル参戦した。またレーシングドライバーとしての活動の傍ら、レストラン経営や父が経営する印刷会社の経営に携わるなど、実業家としても活動している。

## エピソード
- F1史上初のイスラム教徒のドライバーであり、ラマダーンの期間中は断食してレースに臨み、レース中の水分補給も行わない。

## レース戦績

### 略歴
| 年      | シリーズ                                                              | チーム                              | レース                                    | 勝利             | PP               | FL               | 表彰台           | ポイント         | 順位             |
| ------- | --------------------------------------------------------------------- | ----------------------------------- | ----------------------------------------- | ---------------- | ---------------- | ---------------- | ---------------- | ---------------- | ---------------- |
| 2008    | アジアン・フォーミュラ・ルノー・チャレンジ                            | アジア・レーシング・チーム          | 10                                        | 2                | 1                | 2                | 3                | 160              | 6位              |
| 2008    | フォーミュラ・アジア2.0                                               | アジア・レーシング・チーム          | 13                                        | 1                | 1                | 2                | 7                | 121              | 3位              |
| 2008    | フォーミュラ・BMW パシフィック                                        | パシフィック・レーシング            | 5                                         | 0                | 0                | 0                | 0                | 0†               | NC†              |
| 2009    | オーストラリアン・ドライバーズ・チャンピオンシップ - ナショナルA      | PHR・スクーデリア                   | 2                                         | 0                | 1                | 1                | 0                | 29               | 11位             |
| 2009    | オーストラリアン・ドライバーズ・チャンピオンシップ - ゴールド・スター | アストゥティ・モータースポーツ      | 2                                         | 0                | 0                | 0                | 0                | 18               | 8位              |
| 2009    | アジアン・フォーミュラ・ルノー・チャレンジ                            | アジア・レーシング・チーム          | 2                                         | 0                | 0                | 0                | 2                | 48               | 11位             |
| 2009    | フォーミュラ・BMW ヨーロッパ                                          | スクーデリア・コローニ              | 2                                         | 0                | 0                | 0                | 0                | 0†               | NC†              |
| 2009    | フォーミュラ・BMW パシフィック                                        | クエストネット・チーム・Qi-メリタス | 15                                        | 11               | 7                | 9                | 12               | 250              | 1位              |
| 2010    | GP3シリーズ                                                           | マノー・レーシング                  | 16                                        | 1                | 0                | 0                | 3                | 27               | 5位              |
| 2010    | フォーミュラ1                                                         | マルシャ・ヴァージン・レーシング    | テストドライバー                          | テストドライバー | テストドライバー | テストドライバー | テストドライバー | テストドライバー | テストドライバー |
| 2011    | GP3シリーズ                                                           | マルシャ・マノー・レーシング        | 16                                        | 2                | 0                | 1                | 4                | 31               | 7位              |
| 2011    | Auto GP                                                               | DAMS                                | 14                                        | 1                | 1                | 2                | 3                | 82               | 7位              |
| 2011    | GP2ファイナル                                                         | DAMS                                | 2                                         | 0                | 0                | 0                | 0                | 0                | 17位             |
| 2012    | GP2シリーズ                                                           | カーリン                            | 24                                        | 0                | 1                | 1                | 0                | 38               | 14位             |
| 2013    | GP2シリーズ                                                           | バルワ・アダックス・チーム          | 22                                        | 0                | 0                | 0                | 1                | 22               | 19位             |
| 2014    | GP2シリーズ                                                           | EQ8・ケーターハム・レーシング       | 22                                        | 0                | 0                | 0                | 1                | 28               | 15位             |
| 2015    | GP2シリーズ                                                           | カンポス・レーシング                | 22                                        | 3                | 0                | 1                | 5                | 138              | 4位              |
| 2016    | フォーミュラ1                                                         | マノー・レーシング MRT              | 12                                        | 0                | 0                | 0                | 0                | 0                | 24位             |
| 2016    | フォーミュラ1                                                         | マノー・レーシング MRT              | リザーブドライバー (第13戦ベルギーGPより) |                  |                  |                  |                  |                  |                  |
| 2019    | ブランパンGT・ワールド・チャレンジ・アジア                            | T2・モータースポーツ                | 12                                        | 0                | 0                | 0                | 0                | 11               | 31位             |
| 2019    | ブランパンGT・ワールド・チャレンジ・アジア - Pro-Am                   | T2・モータースポーツ                | 12                                        | 0                | 0                | 0                | 1                | 62               | 12位             |
| 2019-20 | アジアン・ル・マン・シリーズ - GT                                     | T2・モータースポーツ                | 1                                         | 0                | 0                | 0                | 0                | 6                | 7位*             |

- † : ゲストドライバーとしての出走であるため、ポイントは加算されない。
- * : 今シーズンの順位。（現時点）

### GP3シリーズ
| 年     | エントラント                 | 1          | 2          | 3          | 4          | 5          | 6           | 7          | 8           | 9           | 10          | 11         | 12         | 13         | 14         | 15        | 16         | DC  | ポイント |
| ------ | ---------------------------- | ---------- | ---------- | ---------- | ---------- | ---------- | ----------- | ---------- | ----------- | ----------- | ----------- | ---------- | ---------- | ---------- | ---------- | --------- | ---------- | --- | -------- |
| 2010年 | マノー・レーシング           | CAT FEA 20 | CAT SPR 25 | IST FEA 8  | IST SPR 1  | VAL FEA 6  | VAL SPR 4   | SIL FEA 2  | SIL SPR Ret | HOC FEA Ret | HOC SPR Ret | HUN FEA 20 | HUN SPR 18 | SPA FEA 11 | SPA SPR 11 | MNZ FEA 3 | MNZ SPR 23 | 5位 | 27       |
| 2011年 | マルシャ・マノー・レーシング | IST FEA 26 | IST SPR 10 | CAT FEA 20 | CAT SPR 11 | VAL FEA 19 | VAL SPR 22† | SIL FEA 10 | SIL SPR 4   | NÜR FEA 1   | NÜR SPR 10  | HUN FEA 9  | HUN SPR 1  | SPA FEA 12 | SPA SPR 9  | MNZ FEA 3 | MNZ SPR 2  | 7位 | 31       |

- 太字はポールポジション、斜字はファステストラップ。(key)
- † : リタイアだが、90%以上の距離を走行したため規定により完走扱い。

### Auto GP
| 年     | エントラント | 1         | 2        | 3        | 4       | 5       | 6     | 7        | 8        | 9     | 10    | 11      | 12      | 13      | 14    | 順位 | ポイント |
| ------ | ------------ | --------- | -------- | -------- | ------- | ------- | ----- | -------- | -------- | ----- | ----- | ------- | ------- | ------- | ----- | ---- | -------- |
| 2011年 | DAMS         | MNZ 1 Ret | MNZ 2 11 | HUN 1 10 | HUN 2 5 | BRN 1 6 | BRN 2 | DON 1 11 | DON 2 11 | OSC 1 | OSC 2 | VAL 1 5 | VAL 2 1 | MUG 1 5 | MUG 2 | 7位  | 82       |

- 太字はポールポジション、斜字はファステストラップ。(key)

### GP2シリーズ
| 年     | エントラント                  | 1          | 2          | 3          | 4           | 5          | 6           | 7           | 8          | 9          | 10          | 11         | 12          | 13          | 14         | 15          | 16         | 17         | 18         | 19         | 20         | 21         | 22         | 23        | 24         | DC   | ポイント |
| ------ | ----------------------------- | ---------- | ---------- | ---------- | ----------- | ---------- | ----------- | ----------- | ---------- | ---------- | ----------- | ---------- | ----------- | ----------- | ---------- | ----------- | ---------- | ---------- | ---------- | ---------- | ---------- | ---------- | ---------- | --------- | ---------- | ---- | -------- |
| 2012年 | マルシャ・カーリン・GP2チーム | SEP FEA 12 | SEP SPR 10 | BHR1 FEA 9 | BHR1 SPR 15 | BHR2 FEA 6 | BHR2 SPR 6  | CAT FEA 16  | CAT SPR 15 | MON FEA 14 | MON SPR 11  | VAL FEA 5  | VAL SPR Ret | SIL FEA 10  | SIL SPR 12 | HOC FEA 17  | HOC SPR 11 | HUN FEA 12 | HUN SPR 7  | SPA FEA 10 | SPA SPR 7  | MNZ FEA 19 | MNZ SPR 12 | MRN FEA 9 | MRN SPR 11 | 14位 | 38       |
| 2013年 | バルワ・アダックス・チーム    | SEP FEA 20 | SEP SPR 18 | BHR FEA 15 | BHR SPR 24  | CAT FEA 9  | CAT SPR 24  | MON FEA Ret | MON SPR 16 | SIL FEA 7  | SIL SPR 2   | NÜR FEA 18 | NÜR SPR 14  | HUN FEA 11  | HUN SPR 10 | SPA FEA 19  | SPA SPR 25 | MNZ FEA 14 | MNZ SPR 7  | MRN FEA 20 | MRN SPR 11 | YMC FEA 14 | YMC SPR 12 |           |            | 19位 | 22       |
| 2014年 | EQ8 ケーターハム・レーシング  | BHR FEA 16 | BHR SPR 16 | CAT FEA 5  | CAT SPR Ret | MON FEA 7  | MON SPR 3   | RBR FEA 11  | RBR SPR 17 | SIL FEA 21 | SIL SPR Ret | HOC FEA 22 | HOC SPR 10  | HUN FEA Ret | HUN SPR 17 | SPA FEA Ret | SPA SPR 16 | MNZ FEA 16 | MNZ SPR 15 | SOC FEA 18 | SOC SPR 15 | YMC FEA 9  | YMC SPR 12 |           |            | 15位 | 28       |
| 2015年 | カンポス・レーシング          | BHR FEA 2  | BHR SPR 1  | CAT FEA 4  | CAT SPR 6   | MON FEA 16 | MON SPR Ret | RBR FEA 7   | RBR SPR 1  | SIL FEA 8  | SIL SPR 1   | HUN FEA 4  | HUN SPR 5   | SPA FEA 13  | SPA SPR 10 | MNZ FEA 13  | MNZ SPR 11 | SOC FEA 5  | SOC SPR 2  | BHR FEA 7  | BHR SPR 18 | YMC FEA 7  | YMC SPR C  |           |            | 4位  | 138      |

- 太字はポールポジション、斜字はファステストラップ。(key)

### Formula 1
| 年     | エントラント | シャシー | エンジン                          | 1       | 2      | 3      | 4       | 5      | 6      | 7      | 8      | 9      | 10      | 11     | 12     | 13  | 14  | 15  | 16  | 17  | 18  | 19  | 20  | 21  | WDC  | ポイント |
| ------ | ------------ | -------- | --------------------------------- | ------- | ------ | ------ | ------- | ------ | ------ | ------ | ------ | ------ | ------- | ------ | ------ | --- | --- | --- | --- | --- | --- | --- | --- | --- | ---- | -------- |
| 2016年 | マノー       | MRT05    | メルセデス PU106C Hybrid 1.6 V6 t | AUS Ret | BHR 17 | CHN 21 | RUS Ret | ESP 17 | MON 15 | CAN 19 | EUR 18 | AUT 16 | GBR Ret | HUN 21 | GER 20 | BEL | ITA | SIN | MAL | JPN | USA | MEX | BRA | ABU | 24位 | 0        |

- 太字はポールポジション、斜字はファステストラップ。(key)

### ブランパンGT・ワールド・チャレンジ・アジア
| 年     | エントラント         | 1        | 2        | 3       | 4        | 5        | 6        | 7        | 8         | 9         | 10       | 11       | 12      | 順位 | ポイント |
| ------ | -------------------- | -------- | -------- | ------- | -------- | -------- | -------- | -------- | --------- | --------- | -------- | -------- | ------- | ---- | -------- |
| 2019年 | T2・モータースポーツ | SEP 1 17 | SEP 2 18 | CHA 1 7 | CHA 2 16 | SUZ 1 18 | SUZ 2 16 | FUJ 1 10 | FUJ 2 Ret | KOR 1 Ret | KOR 2 13 | SHA 1 16 | SHA 2 8 | 31位 | 11       |

- 太字はポールポジション、斜字はファステストラップ。(key)